# TENSAW
TENSAW（テンソー）は、日本のロックバンド。
横浜、横須賀、東京をベースに活動。

## 音楽性
機材を破壊するパフォーマンスからザ・フーを比較対象としてブリティッシュ・ロックと形容されることもあり、他方、骨っぽいアメリカン・ロックと形容されることもある。

## 経歴
母体となるバンドが1977年にSaybowと鈴木享明によって結成。1978年、後にファースト・アルバムに収められる楽曲でヤマハが主催する音楽イベント「East West'78」の決勝大会に出場、入賞する。
いくつかのメンバーチェンジを経て1980年にメンバーが固まり、1980年7月6日に日比谷野外音楽堂で行われた、キャニオン・レコード主催のイベント「REAL ROCK see saw SCENE」に子供ばんど、JOHNNY, LOUIS & CHAR、陣内孝則が在籍していたTH eROCKERSとともに出演した。同年9月にシングル「DOBUITA st.」、10月にアルバム『TENSAW』で実質的なレコード・デビューとなる。
その後レーベル（キャニオン・レコード内のSEE・SAW）の先輩であるCharとの密接なつながりとバックアップで、JOHNNY, LOUIS & CHARのオープニングアクトを務めたり、TENSAWのライブにCharがゲストとして参加したりなどの活動を行う。
1981年10月、烏丸せつこ主演の東宝映画「マノン」主題歌としてシングル「BIG BIRDを待たないで」、同月セカンド・アルバム『DELICATE MOTION』をそれぞれリリース。1982年4月には全盛期ともいえるジャーニーの日本公演でのオープニングアクトとして日本武道館など7箇所を廻る。このときジャーニーのギタリストであるニール・ショーンに認められ楽曲をプレゼントされる。この曲はシングル「All For You」として5月にリリースされた。同年12月のライブをもって活動を停止する。

### 活動再開
1988年6月7日、汐留駅跡に設けられた会場「汐留PIT」にて、JOHNNY, LOUIS & CHARのオープニングアクトとして「ONE NIGHT STAND」と称した一度だけのライブを行う。このライブは同年12月にビデオリリースされ、2007年にはDVD化もされた。
1991年、サード・アルバム『IT'S OK』を発表。1992年9月まで活動するが再び活動休止。
その後は2001年と2005年、2006年に単発ライブ（2005年のライブはDVDとしてリリースされている）がある。以降、2009年は5月を皮切りに7、8、10月と主に老舗ライブハウスの周年記念などの特別イベントで継続的な活動を見せた。

## メンバー
田中聖一/セーボー/Saybow（1955年4月20日 - ）
ボーカル担当。
活動停止後に平沢幸男、ミチアキ（ともにギター）、田沢ミキオ（パーカッション）、MA*TO（キーボード）らとPoison Popを結成、アルバム一枚をリリースしているほか、ソロで二枚のアルバムをリリース。2017年現在Saybow & the R+X+Sを中心に活躍中。
横内健亨/タケ/Take (1954年2月22日 - ）
ギター担当。
小田原豊（ドラムス、元レベッカ）、六川正彦（ベース） とともに結成したバンドTRAUMAでアルバムを一枚出しているほか、ツアー・ギタリストとして矢沢永吉、宇崎竜童、佐野元春などのバックを務める。レベッカ5枚目のアルバム『TIME』のレコーディングに元PANTA&HALのギタリストである平井光一と共に参加した。1990年に山羊智詞&赤羽楽団にCharのエキストラとして村上秀一らと競演し、その後は数年間レギュラーメンバーとして参加。1993年には山羊智詞、水江慎一郎、朝井泰生、今川勉、太田明らとダイナマイトマシーンを結成した。2012年よりBLIND HEADZに加入。現在はBLIND HEADZを中心に、自身がリーダーを務めるTORII、TRUSSROD、TRAUMA、The FEBといったバンドでも活躍中。
鈴木享明/ミチアキ/Michiaki（1956年9月21日 - ）
ベース担当。
解散後、セイボーとともにPoison Popを結成するが、アルバムリリース後に脱退。続いて本田恭章とThe TOYSを結成し3枚のアルバムを発表（The TOYSでの担当楽器はギター）。X JAPANのhideやPATA、吉井和哉などとも活動し、2002年にはPATAとRa:INを結成した。現在はルイズルイス加部、富岡義広、手代木TESSHI克己とともに、ぞくぞくかぞくで活動中。2008年からは富岡義広とともに柴山俊之（元サンハウス）のバンドZi:LiE-YAに参加している（現在は脱退）。
富岡義広/グリコ/GRICO（1958年1月29日 - ）
ドラムス担当。
一度目の活動休止後、ALFEEのレコーディングやライブをサポート。解散後はThe TOYSにミチアキとともに参加。忌野清志郎、矢沢永吉のツアーサポートも務める。鈴木享明とともにぞくぞくかぞくに参加、2008年からは鈴木享明とともにZi:LiE-YAにも参加している（鈴木享明と同じく現在は脱退）。1996年にICEの宮内和之とCOSA NOSTRAの太田要とBLIND HEADZを結成。現在、横内健亨、浦田健志と共にBLIND HEADZとして活動中。その他、高橋ゲタ夫や平沢ジョージとThe Natyuralや、小川美潮、広石武彦、平井大のサポートメンバーなど様々なバンドで活躍中。

## ディスコグラフィー

### アルバム
『TENSAW』
1. DUCK JOE
2. SMILING SMILIN'
3. YOKOHAMA FRIDAY NIGHT
4. ROCK'N ROLL SYMPHONY
5. DOBUITAst.(Mr.Blues Guy)
6. TAXI DRIVER
7. なやむことは
8. 世の中カワルサ

『DELICATE MOTION』
1. Delicate Motion
2. Resistance
3. SHOGYO MUSIC
4. TALKING WORDS
5. SHINING STAR
6. China Town Woman
7. WINDOW
8. SENSATION

『IT'S OK!!』（1991年1月1日、メルダック MECR-30003）
1. Japanese Disco（作詞：田中聖一、作曲：鈴木享明）
2. 退廃の煌き（作詞：田中聖一、作曲：鈴木享明）
3. Go-round（作詞：柴山俊之、T.FURUHATA、横内健亨、作曲：横内健亨）
4. Agentman（作詞：田中聖一、作曲：鈴木享明）
5. Empty Time（作詞：田中聖一、作曲：横内健亨）
6. 星の彩（作詞：田中聖一、作曲：鈴木享明）
7. It's OK (Let's Stick Dogether)（作詞：柴山俊之、作曲：鈴木享明）
8. Give Me Love（作詞：田中聖一、作曲：鈴木享明）

ほかにCharのレーベルである江戸屋のオムニバスアルバム『江戸屋百歌撰 TORI/1993』に「ARASHI」「SPECTRO METER」の二曲を収録。

### シングル
1. 「DOBUITAst.(Mr.Blues Guy) c/w 世の中カワルサ」
2. 「BIG BIRDを待たないで c/w Far Out」
3. 「ALL FOR YOU c/w TALKING WORDS」

### DVD
1. 『UNDER GROWN 1988.6.7』
2. 『UNDER GROWN 2005 REUNION at KOBE CHICKEN GEORGE』